# 赤旗

赤旗

無地の赤旗

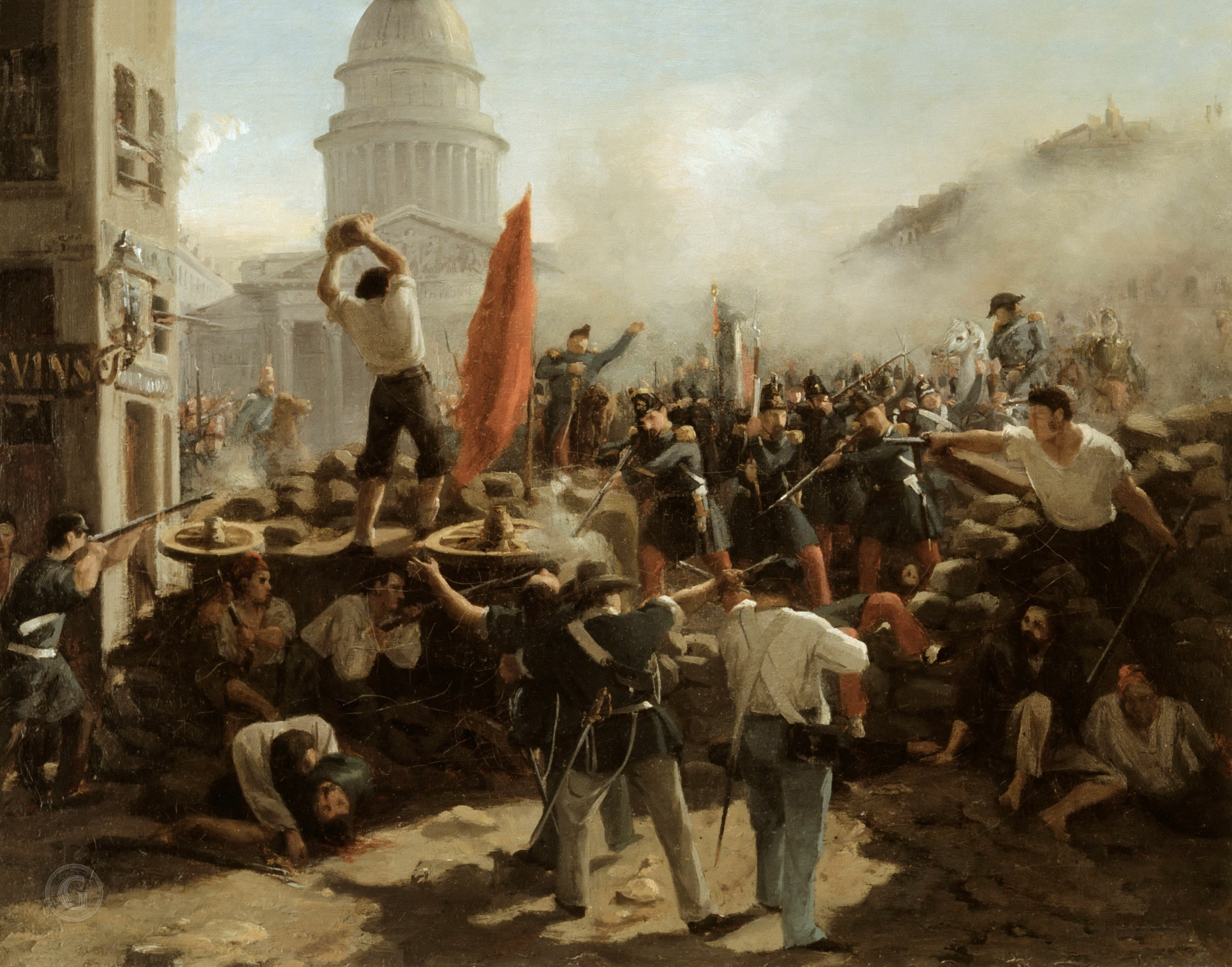
1848年革命時のパリでのバリケード戦の様子を描いた絵画。

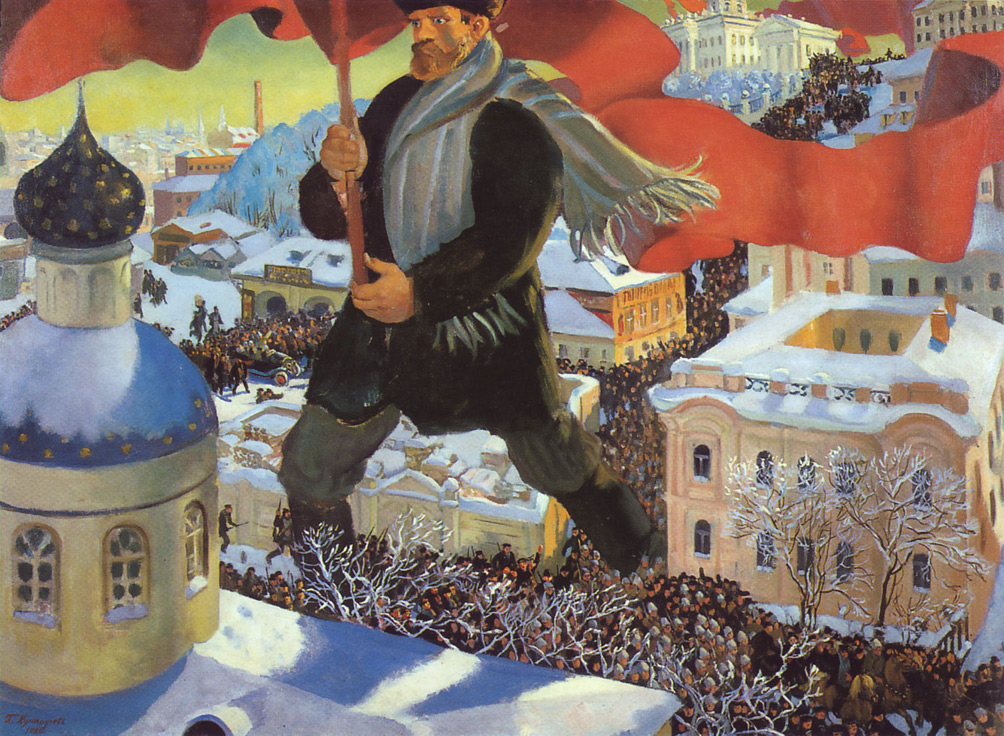
ボリス・クストーディエフの絵画「ボルシェヴィキ」（1920年）。

赤旗（あかはた、せっき、英: red flag）とは、赤色の旗で、フランス革命以降は政治的には革命あるいは革命思想である、社会主義や共産主義を象徴する旗である。特に共産主義やレーニン主義を表す「鎌と槌」や赤い星の図案と組み合わせて使用される。
中国語では「红旗」とよばれ、中国共産党理論誌の誌名や国産自動車のブランド名（紅旗）にも用いられている。

## 社会主義・共産主義の意味を持つ赤旗

### 起源・沿革
本来はフランス王国において戒厳令が発動されていることを示す旗だったが、1791年、フランス革命において革命派の内部で急進派をラファイエットが軍隊を率いて弾圧したシャン・ド・マルスの虐殺事件を契機に、これに対する抗議として戒厳令旗である赤旗を革命旗に採用したとされる。この後も赤旗は革命を象徴する旗とされ、フランス革命の階級闘争の側面を引き継ぐことを自称する社会主義や共産主義団体、特に社会主義国家が団体旗や国旗に採用している。また、労働組合においても、資本家と労働者の階級闘争のシンボルとして赤旗が採用される。さらに国際主義から肌の色を問わない全人類の血を象徴するともされた。

### 主な例
社会主義・共産主義の意味合いでの赤地の国旗を採用した例は、ソビエト連邦の国旗が代表的である。ソビエト連邦を構成していた各共和国の旗は、ソビエト連邦の国旗を基本に、下や左右の端に赤以外の色や民族特有の模様などをあしらったものが用いられた。
現在用いられている国旗では、中華人民共和国の国旗、ベトナムの国旗などがある。また、ラトビアでは1918年の独立以来、海老茶地に白で線のシルエットが描かれた国旗が用いられているが、ソビエト連邦占領時代これにラトビア・ソビエト社会主義共和国の国旗（1940年 - 1990年）を描き加えたものが用いられた。 また、アルバニアでは1912年の独立以来、赤地に黒で双頭の鷲のシルエットが描かれた国旗が用いられているが、アルバニア労働党政権下では、これに鎌と槌（1944年 - 1946年）、赤い星（1946年 - 1992年）を描き加えたものが用いられた。この時期には地色の赤にも社会主義・共産主義の意味合いが付加されていた可能性がある。また、ソビエト連邦（1991年末日解体）やユーゴスラビア社会主義連邦共和国（1992年4月27日解体）は解体され、分離独立したキルギスの国旗やマケドニア共和国の国旗では赤地の旗を使用し続けていた。

アルバニア現在の国旗
キルギス現在の国旗
1992年から1995年まで使われたマケドニア共和国の国旗
マケドニア共和国現在の国旗
ラトビア現在の国旗

### 社会主義・共産主義の意味を持つ赤旗

ロシア革命の赤軍の旗
ソビエト連邦の国旗（1980年 - 1991年）
中華人民共和国の国旗
モンゴルの国旗（1924年 - 1940年、モンゴル人民共和国）
ベトナムの国旗
ベトナム人民軍軍旗及び軍艦旗
?アルバニア民主政府の国旗（1944年 - 1946年）
アルバニアの国旗（1946年 - 1992年）
マケドニア人民共和国やマケドニア社会主義共和国の国旗（1943年 - 1990年）
コンゴ人民共和国の国旗（1970年 - 1991年）
民主カンボジアの国旗
カンプチア人民共和国の国旗
経済相互援助会議（コメコン）の旗
ドイツ共産党の党旗
チェコスロバキア共産党の党旗
ドイツ民主共和国（東ドイツ） 社会主義統一党の党旗
ルーマニア共産党の党旗（「鎌と槌」の周囲に麦の穂）
ユーゴスラビア共産主義者同盟の党旗
チリ共産党の党旗
?ユーゴスラビア社会主義連邦共和国の軍艦旗
?ユーゴスラビア社会主義連邦共和国の軍艦用国籍旗
ボスニア・ヘルツェゴビナ社会主義共和国の国旗（1945年 - 1992年）
カンボジア共産党の党旗
ブータン共産党マルクス・レーニン・毛沢東主義派の党旗
?中国共産党の党旗（1996年まで）
中国共産党の党旗
労働連盟 (レバノン)の旗
マケドニア人民解放反ファシスト会議が制定したマケドニア国家の旗（1944年-1946年）
中華ソビエト共和国（1931年 - 1934年）の国旗
中国工農紅軍の旗
日本共産党の党旗
朝鮮労働党の党旗（鎌、筆、槌の三つの交差は、農民・知識人・労働者の団結と共産主義を表す）
ベトナム共産党の党旗
インド共産党の党旗 (1)
インド共産党の党旗 (2)
インド共産党毛沢東主義派の党旗
ネパール共産党統一毛沢東主義派の党旗
ネパール統一共産党の党旗
アフガニスタン民主共和国の国旗（1978年 - 1980年）
アフガニスタン人民民主党の党旗（麦の穂と歯車の組み合わせは、農民と労働者の団結と共産主義を表す）
トルコの革命人民解放党 (en) の旗
ペルーのセンデロ・ルミノソの党旗
ロシア連邦共産党の党旗
モザンビーク解放戦線の党旗（1997年 - 2004年）（鍬と槌の交差は、農民と労働者の団結と共産主義を表す）
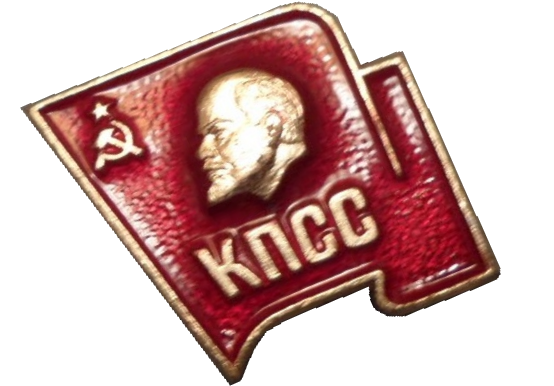
ソビエト連邦共産党の党員バッジ
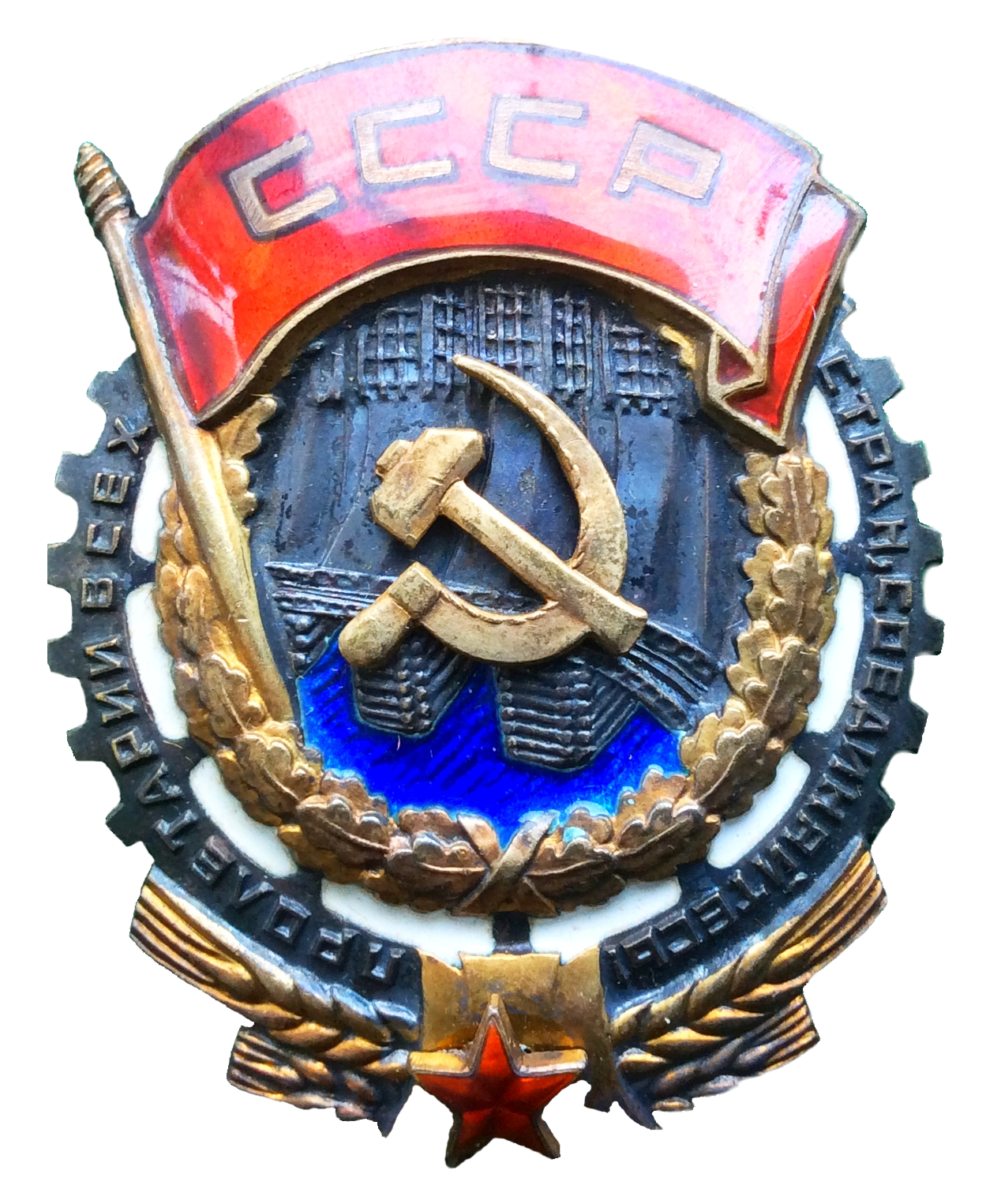
ソビエト連邦 (СССР) の労働赤旗勲章
イタリアのパルチザンの第63旅団の旗（1943年 - 1945年）
イタリアの赤い旅団の旗

### 派生した旗

#### 赤・黒2色旗
ロシア革命後、1920年代には無政府主義者が共産主義側に共感を覚え、無政府主義のシンボルカラーだった黒に、共産主義のシンボルカラーだった赤を組み合わせた無政府主義旗が生まれた。また第二次世界大戦後、アフリカやラテンアメリカで、社会主義と民族主義・独立運動を結びつけた運動理念を掲げる組織の旗標としても用いられた。

無政府主義の赤黒2色旗
キューバ革命の「7月26日運動」旗
アンゴラの国旗
チリの「左翼革命運動」旗
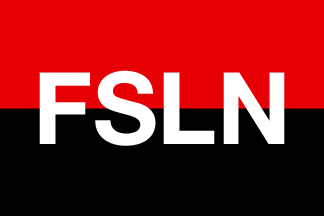
ニカラグアのサンディニスタ民族解放戦線の旗（1927年 - 1933年のアウグスト・セサル・サンディーノ将軍の軍旗に由来）

#### その他
社会主義や共産主義を意味する赤を部分的に使用した旗には以下がある。

香港特別行政区の旗（中華人民共和国の国旗を基本にデザインされ、赤地が中華人民共和国を、白い花の意匠が香港を表し、紅白の組み合わせで一国二制度を表している）
ベラルーシの国旗（ソビエト連邦時代の白ロシア共和国旗から、鎌と槌と赤い星を取り除いた）
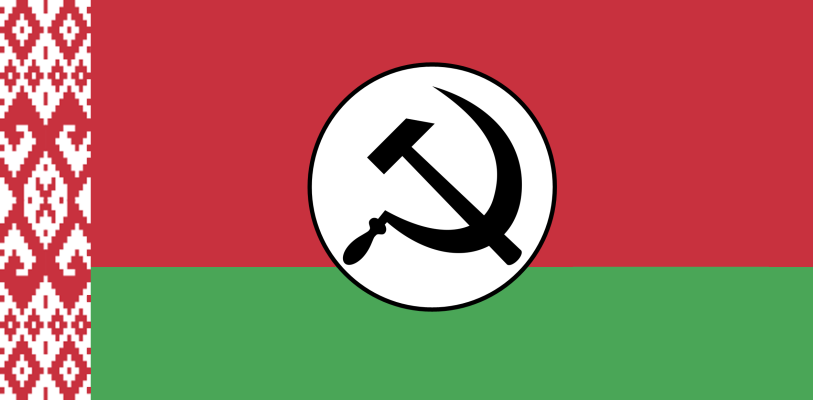
ベラルーシ国家のボリシェヴィキ党の党旗
南ベトナム解放民族戦線・南ベトナム共和国の旗（ベトナムの国旗（当時の「北ベトナム」）を基本に、下半分を青色にした）
国家ボリシェヴィキ党の党旗（国家社会主義ドイツ労働者党の党旗に酷似している）
ナーシの旗

## その他の赤旗
社会主義や共産主義とは関係無い、主な赤地の旗には以下がある。

### 赤旗

旧税関所属日本形小船の旗及び火薬運送船の旗
新潟県の県旗
チュニジアの国旗（赤色はオスマン帝国時代の反抗勢力の色）
?フランス領チュニジアの旗
?1999年までのチュニジアの国旗
モロッコの国旗（赤色はアラウィー朝が使用した赤旗に由来）
サモアの国旗
ウォリス・フツナの旗
マン島の旗
?ムハンマド・アリー朝の旗（1882年 - 1922年）
? 19世紀、オスマン帝国支配下のエジプトの旗
北イエメン(イエメン王国)の国旗 （1927年 - 1962年）
?北キプロスの国旗（1983年 - 1984年）
?フランス占領期のフェザーンの旗
トルコの国旗（赤色は血の海など複数の伝説がある）
トリニダード・トバゴの国旗

### 赤地に十字の旗

ブラナスの旗
コモの旗
トンガの国旗
サヴォワの旗
ノルウェーの国旗
イギリスの商船旗（レッド・エンサイン）
スイスの国旗（シュヴィーツ州の旗を元に作られた）
マルタ騎士団の国旗（ロードス及びマルタにおけるエルサレムの聖ヨハネ病院独立騎士修道会）の国旗
デンマークの国旗

### 危険な状態を示す旗
英語でred flagは、危険、警戒、停止を示す信号である。
遊泳禁止
海水浴場では、風や波が強い時は、安全のため遊泳禁止発令（赤旗）が掲揚される。
レース
レース旗でセッションの中断やレースの中止。
アメリカの国立気象局が発する警報
赤旗の警報は山火事が起こりやすいなどの状況に出される。
初心運転者標識
19世紀のイギリスとアメリカの車の運転初心者は、Red flag traffic lawsで赤い旗を付けることが義務付けれた。